# Guldribs
Guldribs (Ribes aureum), også skrevet Guld-Ribs, er en løvfældende busk med en åben, tragtformet til opstigende vækstform. Blomsterne vækker altid opmærksomhed både ved deres usædvanligt rene, gule farve og ved deres sødt krydrede duft.

## Beskrivelse
Barken er først lysegrøn med fine hår. Senere bliver den brun og hårløs, og til sidst skaller den af i løse strimler. Knopperne er spredte, ægformede og lysegrønne med fine hår. Bladene er kileformede og 3-lappede med nogle få, grove tænder langs randen. Over- og underside er lysegrøn. Høstfarven er rød-orange. 
Blomsterne kommer frem samtidigt med løvspringet, og de vækker altid opmærksomhed både ved deres usædvanligt rene, gule farve og ved deres sødt krydrede duft (en blanding af viol,gardenia ogjasmin). Blomsterne sidder i korte klaser fra bladhjørnerne. Frugterne er sorte, saftige bær. Frøene ses sjældent i Danmark.
Rodnettet består af højtliggende, kraftige, men kun lidt forgrenede hovedrødder, som bærer korte, filtagtige siderødder. Frugterne er spiselige.
Højde x bredde og årlig tilvækst: 2,5 x 2,5 m (40 x 40 cm/år).

## Hjemsted
Guldribs vokser i de vestlige provinser af Canada, i det nordvestlige, centrale og sydvestlige USA samt i Mexico, hvor den er tilpasset fugtig, veldrænet muldbund med et neutralt syreforhold og et nogenlunde godt mineralindhold. Arten forekommer i krat langs floderne og på stejle bjergskråninger. 
I Wind Cave nationalparken i South Dakota findes arten sammen med bl.a. alleghenyprydløg, ene, særkrone, amerikansk blomme, canadisk gyldenris, Crateagus rotundifolia (en art af hvidtjørn), duftsumak, ellebladet bærmispel, glanskvalkved, hvid snebær, håret solhat, klatrevildvin, koralsumak, krybende ene, Oenothera albicaulis (en art af natlys), Phlox alyssifolia (en art af floks), pilekornel, smalbladet purpursolhat, sølvbynke, sølvgrå bøffelbær, vestamerikansk birk og virginsk hæg

## Anvendelse
Busken bruges efterhånden en del som prydbusk i haver, parker og rammebeplantninger.
| Portal | Portal:Botanik |

## Note
1. ↑  John William Uhler: Wind Cave National Park Animal and Plant Page Arkiveret 4. december 2010 hos  Wayback Machine (engelsk)